# ام‌آی‌تی تکنالجی ریویو

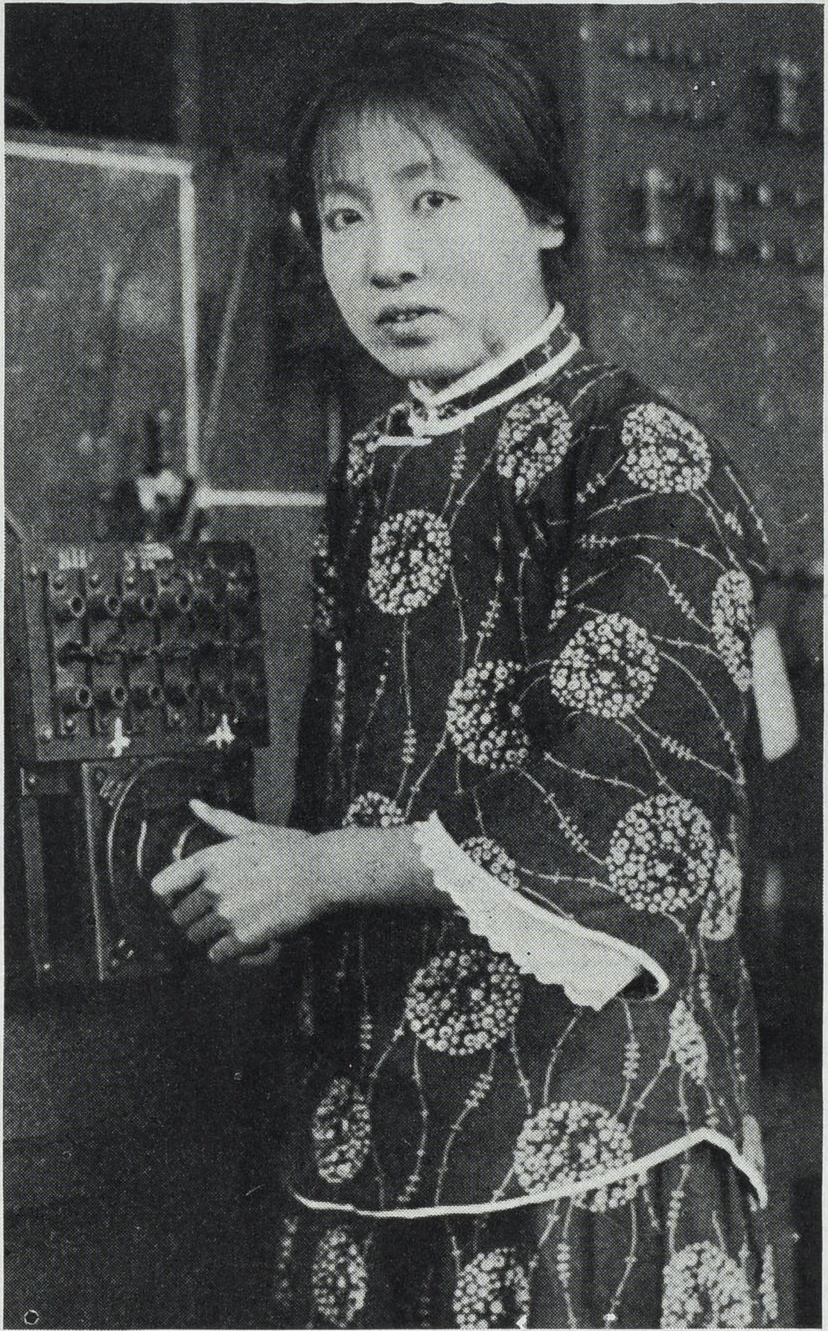
لی فو لی در موسسه فناوری ماساچوست

ام‌آی‌تی تکنالجی ریویو یا ام‌آی‌تی تکنولوژی ریویو (به انگلیسی: MIT Technology Review) مجله‌ای است که به مؤسسه فناوری ماساچوست تعلق دارد ولی تحریریه آن مستقل از این دانشگاه عمل می‌کند. این مجله در سال ۱۸۹۹ شکل گرفت. این مجله در ۲۳ آوریل ۱۹۹۸ دستخوش تغییراتی شد و سپس دوباره در سپتامبر ۲۰۰۵ الگویی دیگر که مشابه الگوی قدیمی‌تر بود را از سر گرفت. 
این مجله اکنون به بررسی فناوری‌های نوین و نحوه تجاری‌سازی آنها اختصاص دارد. مدیران ارشد، پژوهشگران، فعالان امور مالی و سیاست‌گذاران و نیز اعضای هیات علمی مؤسسه فناوری ماساچوست از جمله مخاطبان هدف این نشریه به شمار می‌روند. 
ام‌ای‌تی تکنالجی ریویو در سال ۲۰۱۱ موفق به دریافت جایزه نشریه مستقل اوتنه ریدر به عنوان بهترین پوشش علمی/فناورانه شد. 